# Leichtathletik-Europameisterschaften 2010/Teilnehmer (Slowakei)
Die Slowakei meldete sechs Frauen und dreizehn Männer, insgesamt 19 Sportler, für die Leichtathletik-Europameisterschaften 2010 vom 27. Juli bis zum 1. August in Barcelona.
| Wettbewerb   | Männer                                             | Frauen                           |
| ------------ | -------------------------------------------------- | -------------------------------- |
| 400 m        | Peter Žňava                                        |                                  |
| 800 m        | Jozef Pelikán Jozef Repčík                         | Lucia Klocová (4. Platz)         |
| 100 m Hürden |                                                    | Miriam Cupáková                  |
| Hochsprung   | Peter Horák                                        |                                  |
| Weitsprung   |                                                    | Renáta Medgyesová Jana Velďáková |
| Dreisprung   | Dmitrij Vaľukevič                                  | Dana Velďáková                   |
| Hammerwurf   | Libor Charfreitag Miloslav Konopka Marcel Lomnický |                                  |
| Speerwurf    | Martin Benák                                       |                                  |
| 20 km Gehen  | Anton Kučmín Matej Tóth                            | Zuzana Malíková                  |
| 50 km Gehen  | Miloš Bátovský Dušan Majdán                        |                                  |